# St. Nikolaus (Burgdorf)

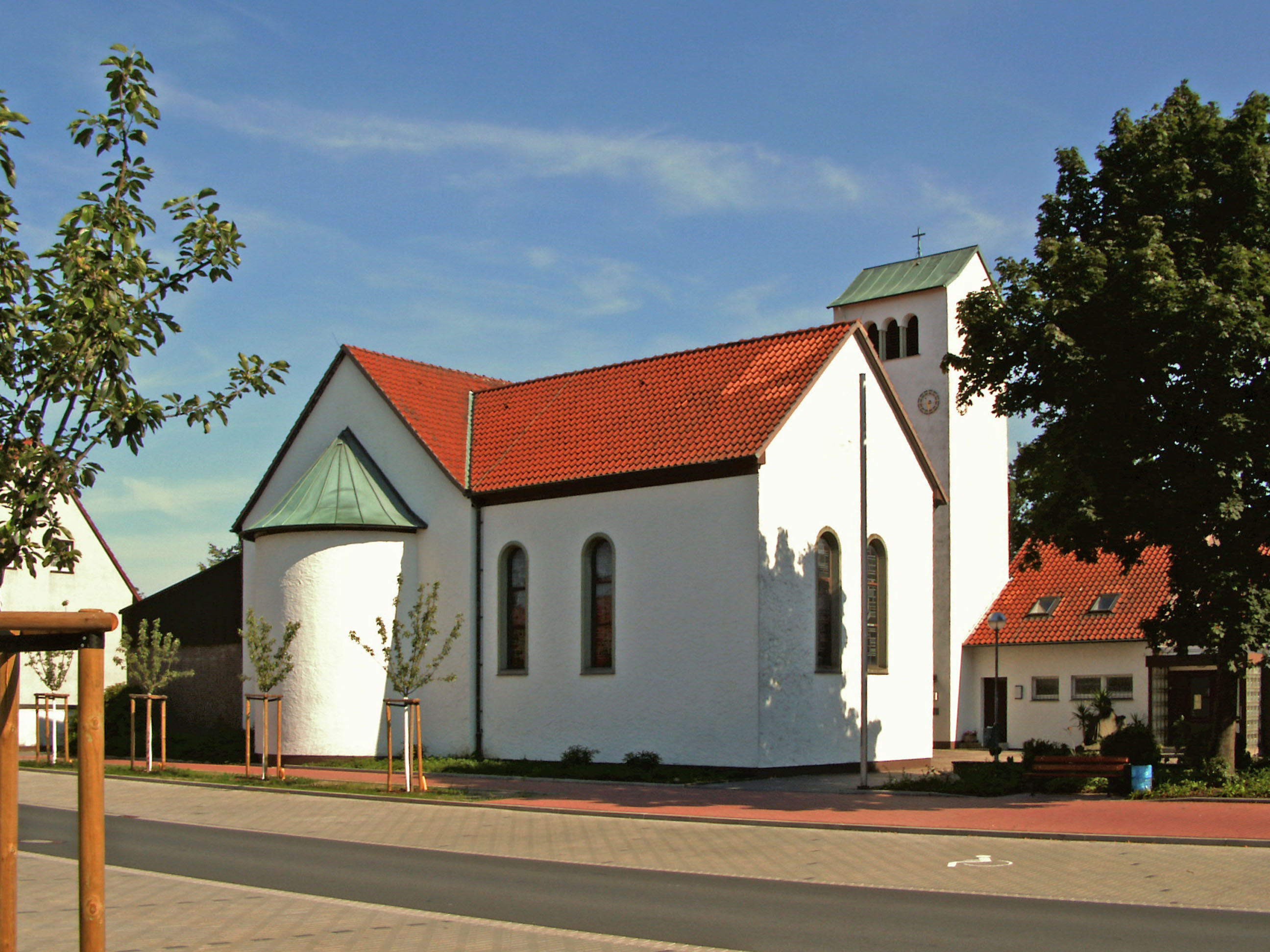
St. Nikolaus von Nordwesten

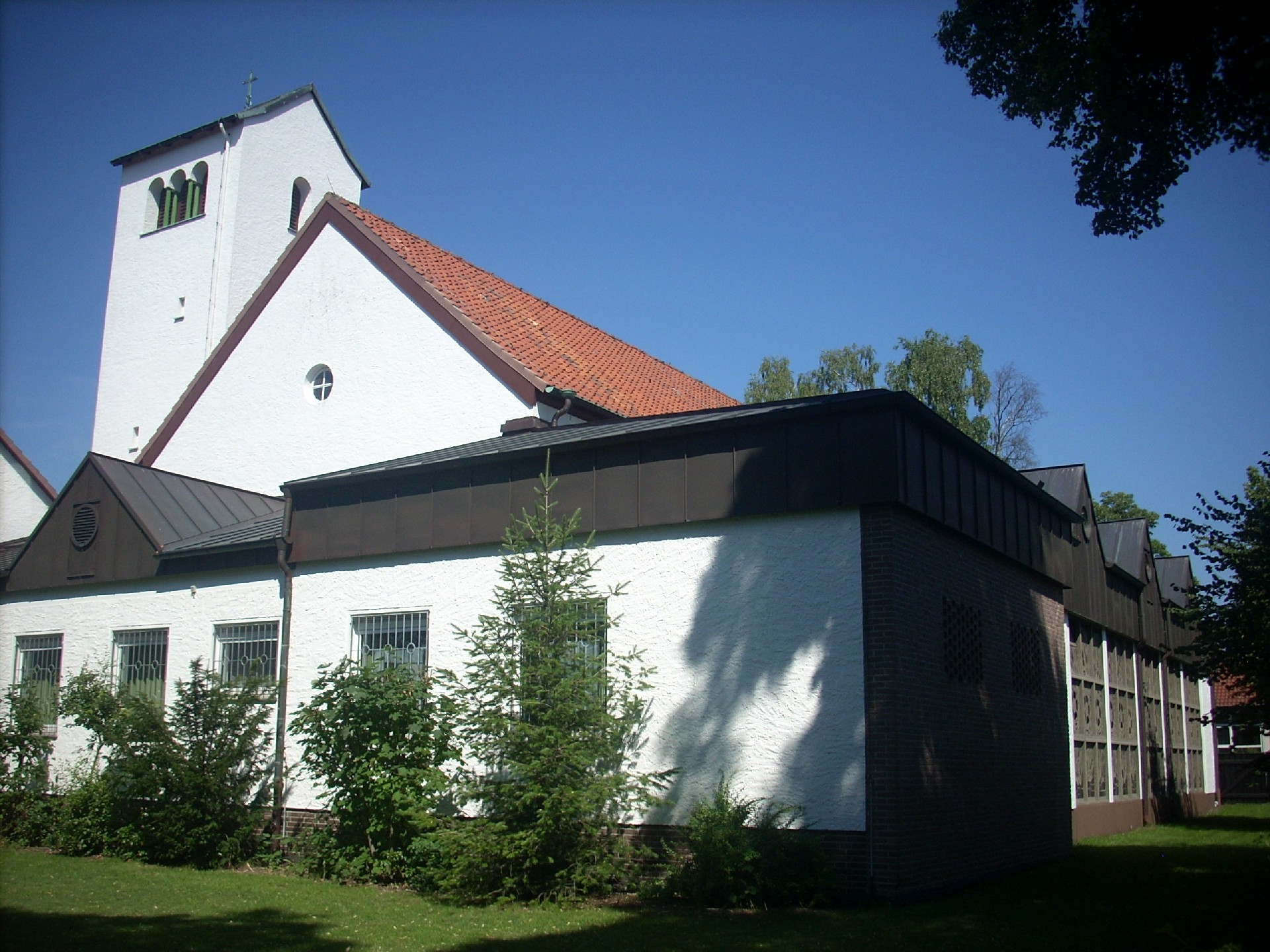
St. Nikolaus von Südosten

St. Nikolaus ist die katholische Pfarrkirche von Burgdorf in der Region Hannover (Im Langen Mühlenfeld 19). Ihre gleichnamige Pfarrgemeinde gehört zum Dekanat Hannover des Bistums Hildesheim.

## Geschichte
Seit die alte Burgdorfer Kirche St. Pankratius in der Reformation lutherisch geworden war, gab es in Burgdorf keine Katholiken mehr. Die wenigen katholischen Familien, die in den folgenden Jahrhunderten zugezogen waren, wurden 1825 der Pfarrei St. Ludwig in Celle zugeordnet, 1895 der Pfarrei St. Bernward in Lehrte. Nachdem die industrielle Entwicklung die Katholikenzahl in und um Burgdorf weiter vergrößert hatte, wurde an der Zweiten Stadtschule katholischer Religionsunterricht eingerichtet und zunächst gelegentlich, dann regelmäßig in verschiedenen Sälen die hl. Messe gefeiert.
Den entscheidenden Anstoß zum Bau der lange geplanten eigenen Pfarrkirche gab Bischof Nikolaus Bares, der sich bei seinem Weggang von Hildesheim nach Berlin als Abschiedsgeschenk der Diözese eine Kollekte für den Kirchbau in Burgdorf erbat. Zur Erinnerung an ihn wurde die 1934/35 erbaute Kirche nach seinem Namenspatron, dem hl. Nikolaus, benannt. Als sie am 7. April 1935 geweiht wurde, war Bischof Bares bereits verstorben, und sein Nachfolger Joseph Godehard Machens leitete die Liturgie.
Der Neubau war eine kleine Saalkirche in quasi-romanischen Formen mit rechteckigem Turm und der Altar-Apsis im Norden.
Gegen Ende des Zweiten Weltkriegs wurde St. Nikolaus bei Bombardierungen beschädigt, konnte jedoch weiter genutzt werden und stand zeitweise auch der evangelischen Gemeinde zur Verfügung, nach dem deren Kirche durch Kriegseinwirkung stärker beschädigt wurde.
Nach dem Krieg führte die Ostvertreibung zu einem sprunghaften Anstieg der Gemeindemitgliederzahlen im Gemeindegebiet, das die heutigen politischen Kommunen Burgdorf, Burgwedel und Uetze umfasste. Zudem kam ein schlesischer Geistlicher mit den Flüchtlingen nach Uetze, der die Gemeindemitglieder in den Bereichen Uetze und Hänigsen sammelte. Als Folge davon wurde 1955 mit dem Bau der St.-Matthias-Kirche in Uetze begonnen. Im Herbst des Folgejahres wurde sie festlich geweiht. Am 1. Juli 1956 wurde St. Nikolaus eine selbstständige Kirchengemeinde. 1960/61 folgten Kirchbau und Kirchweihe der St.-Barbara-Kirche in Hänigsen. Großburgwedel wurde bis dahin immer noch von den Burgdorfer Geistlichen betreut. Am 1. April 1963 wurde die Kirchengemeinde Burgdorf zur Pfarrei erhoben. 1966 bekam schließlich auch Großburgwedel eine eigene katholische Kirche, und ab 1969 auch einen eigenen ortsansässigen Pfarrer.
St. Nikolaus selbst wurde 1971/72 tiefgreifend umgebaut und erweitert, und am 16. Dezember 1972 von Bischof Heinrich Maria Janssen zum zweiten Mal geweiht. Beim Umbau wurden auch die Erfordernisse der erneuerten Liturgie berücksichtigt. Auf der linken, westlichen Seite wurde ein halbes Querhaus angefügt, im Osten ein geräumiges Seitenschiff, im Süden ein weiterer Anbau, der heute als Werktagskapelle und Kinderkirche dient.
Die Innenausstattung wurde zeitgemäß erneuert. Bemerkenswert sind u. a. die Fenster der Westseite, die Rosenfensterwand im Osten, das Kreuzweg-Mosaik sowie ein weiteres, das die Heiligen Nikolaus und Pankratius in enger Verbundenheit darstellt und damit eine geschichtliche und ökumenische Brücke schlägt.
1996 wurde eine Seelsorgeeinheit gegründet, sie umfasste die katholischen Kirchen in Burgdorf, Hänigsen und Uetze. Am 1. November 2006 fusionierte die Seelsorgeeinheit zur heutigen Pfarrgemeinde. Am 16. November 2012 wurde die Kirche in Hänigsen profaniert.

## Orgel

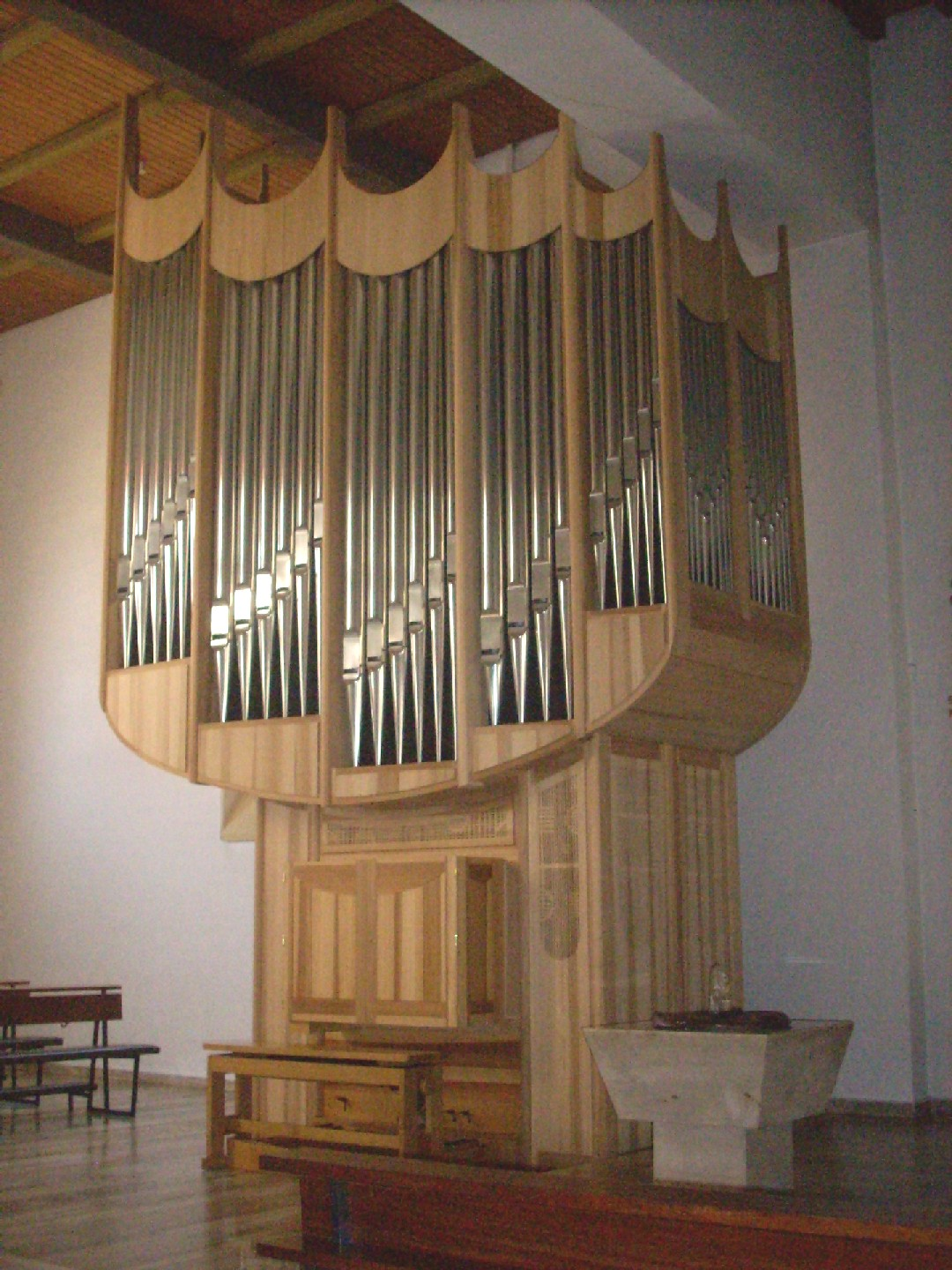
Orgel

Die neue große Orgel konnte 1995 in Gebrauch genommen werden. Sie wurde von der Firma Lobback erbaut. Das Instrument verfügt über 19 Register auf zwei Manualen und Pedal, sowie über zwei Transmissionen. Die Disposition ist wie folgt:
| I Hauptwerk C–g3 |                |       |
| 1.               | Prinzipal I-II | 8′    |
| 2.               | Rohrflöte      | 8′    |
| 3.               | Oktave         | 4′    |
| 4.               | Nachthorn      | 4′    |
| 5.               | Oktave         | 2′    |
| 6.               | Mixtur IV      | 1 ⁄3′ |
| 7.               | Trompete       | 8′    |

| II Schwellwerk C–g3 |                |       |
| 8.                  | Bourdon        | 8′    |
| 9.                  | Salicional     | 8′    |
| 10.                 | Prinzipal      | 4′    |
| 11.                 | Gedacktflöte   | 4′    |
| 12.                 | Sesquialter II | 2 ⁄3′ |
| 13.                 | Trichterflöte  | 2′    |
| 14.                 | Scharff III    | 1′    |
| 15.                 | Oboe           | 8′    |
|                     | Tremulant      |       |

| Pedal C–f1 |                  |     |
| 16.        | Subbaß           | 16′ |
| 17.        | Oktave           | 8′  |
| 18.        | Rohrflöte (Nr.2) | 8′  |
| 19.        | Choralbaß        | 4′  |
| 20.        | Posaune          | 16′ |
| 21.        | Trompete (Nr.7)  | 8′  |

- Koppeln: II/I, I/P, II/P